# Issy Smith
Issy Smith, VC (Constantinopla, c. 18 de setembro de 1890 - Melbourne, 10 de setembro de 1940) foi um britânico-australiano que recebeu a Victoria Cross (VC), o maior prêmio por bravura em face do inimigo que pode ser concedido a forças elegíveis da Commonwealth e do Reino Unido. Em reconhecimento à sua VC, ele também foi premiado com a Cruz de Guerra francesa e a Cruz de São Jorge (4ª classe) da Rússia pelos respectivos governos.
Nascido Ishroulch Shmeilowitz (e outras representações), filho de pais que residiam no Egito, Smith viajou para a Grã-Bretanha como uma criança clandestina e se ofereceu pela primeira vez para servir no exército britânico em 1904. Ele emigrou para a Austrália após a baixa, onde permaneceu até ser mobilizado como reservista em 1914. Como cabo do 1.º Batalhão, o Regimento de Manchester, Smith participou da Segunda Batalha de Ypres. Em 26 de abril de 1915, Smith, por sua própria iniciativa, recuperou soldados feridos enquanto expostos a fogo contínuo e os atendeu "com a maior devoção ao dever, independentemente do risco pessoal". Sua conduta garantiu uma recomendação para a Victoria Cross, que foi concedida a Smith em agosto de 1915.
Após sua desmobilização, Smith voltou para a Austrália com sua esposa e filha. Ele se tornou uma figura proeminente na comunidade judaica de Melbourne, foi nomeado juiz de paz e, sem sucesso, se candidatou pelo Partido da Austrália Unida nas eleições gerais de 1931.